# Norrbynäset
Norrbynäset är en halvö i Åland (Finland). Den ligger i den södra delen av landskapet, 7 km öster om huvudstaden Mariehamn. Norrbynäset ligger på ön Fasta Åland.
I omgivningarna runt Norrbynäset växer i huvudsak blandskog. Runt Norrbynäset är det glesbefolkat, med 17 invånare per kvadratkilometer.